# 工具书

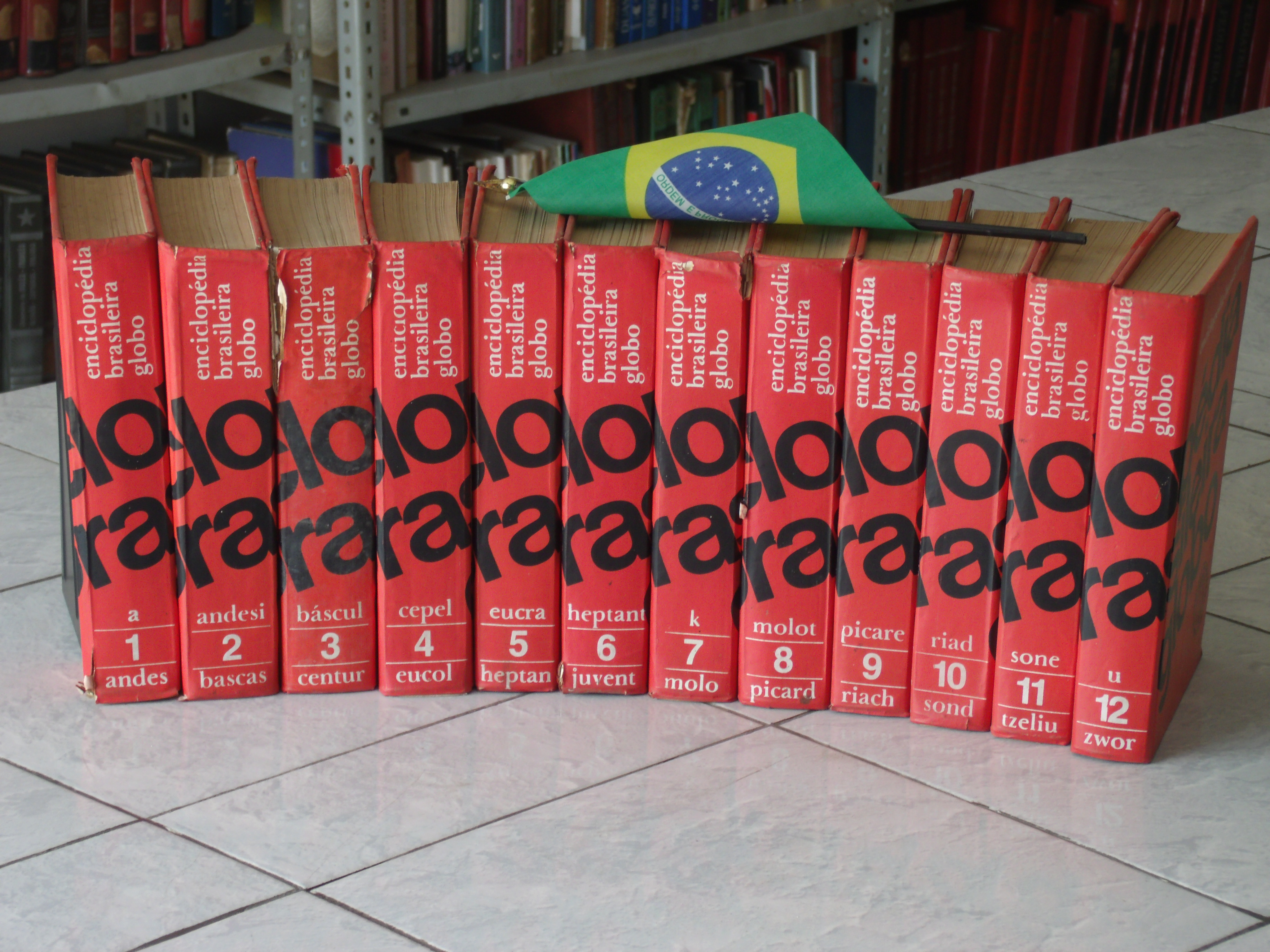
环球编辑社出版的巴西環球百科全書

工具书，又稱參考書、參考用書、參考工具書，是一種以查閱為目的所編纂設計的書籍。工具书包含字典、词典、書目、索引、年鉴、百科全书、历史年表等。

## 概論

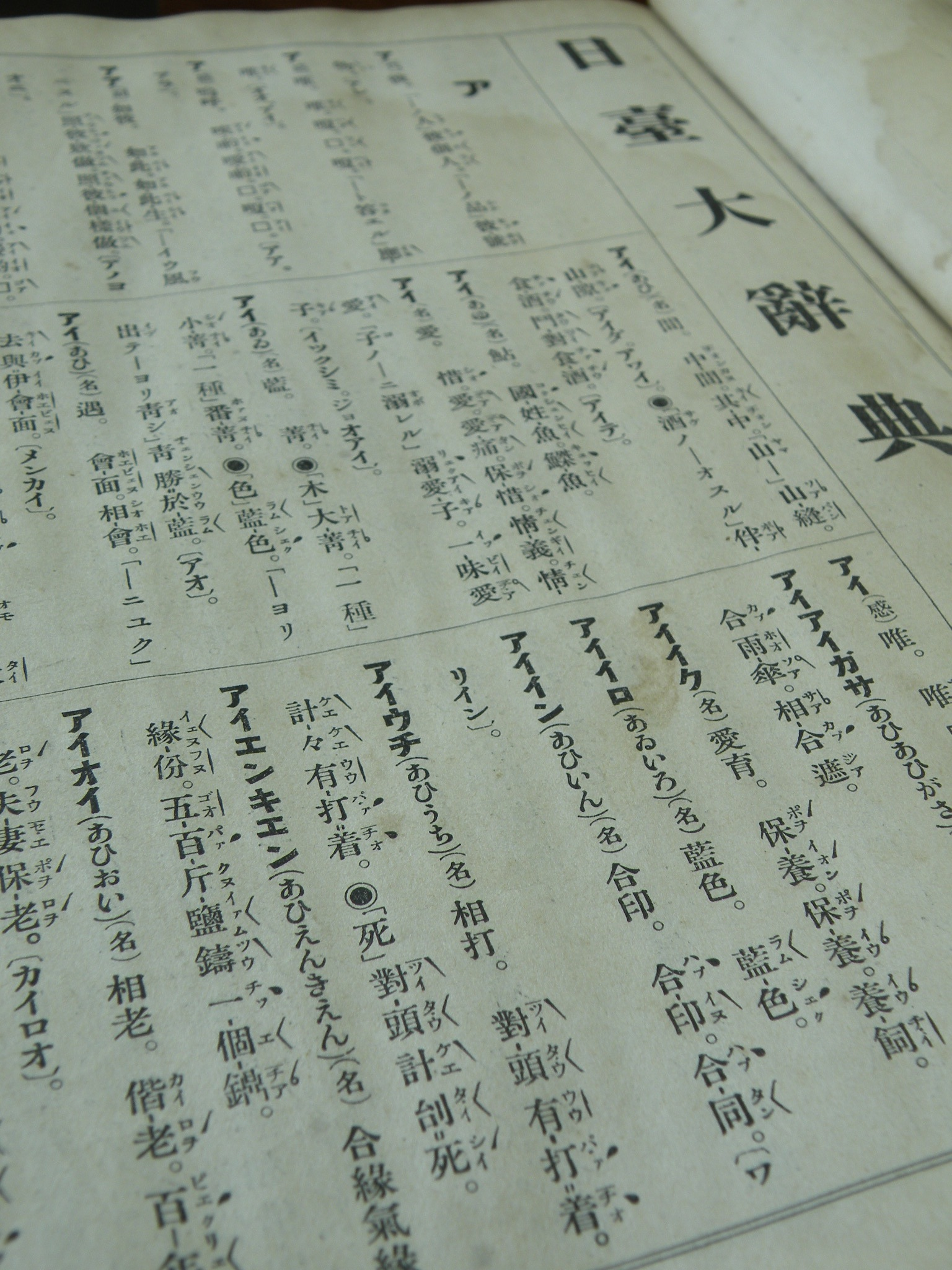
《日臺大辭典》列出了台語的讀音與相對應的日語釋義

《重編國語辭典修訂本》把「工具書」定義為：「專供查考資料而編纂的書籍。使人方便查出字義、詞義、字句出處和各種事實，是研究學問的工具。」《新華詞典》則把「工具书」定義為：「专为读者查考字义、词义、字句出处和各种事实而编纂的书籍。」張錦郎則在其著書《中文參考書指引》中，整理出工具書應有的四大特質，分別為：解答問題、部分閱讀、編制不同、還有內容廣闊。
工具书的主要用途為查閱，以解決讀者的疑問；而非如其他書籍般，以閱讀為主要用途。因此，一般認為工具書並非普通書籍。普通情況下，讀者不會閱讀工具书的全部內容。也由於查閱為工具书的主要用途，一般會對這種類型的書籍，要求極高的編校與印刷品質。
工具书會透過彙集、編著或譯述的資料，把相关领域的问题及与其有关的知识资料，按特定的编排方法汇集在一起，形成特定的編排和檢索方式，以便讓讀者於短時間內查出答案。排序方法可以有：部首、筆畫、分類序列、依韻排比、日期、地域等。

## 工具書的例子

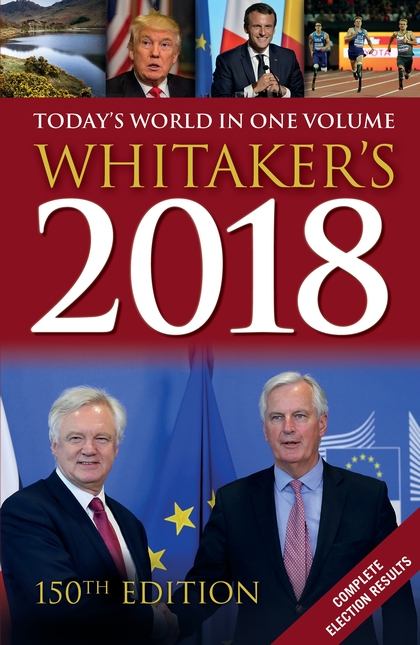
2018出版的《惠特克年鑒》

- 年鑑、日曆或黄历
- 字典、詞典、索引典
- 百科全书
- 類書
- 圖鑑
- 地圖集
- 年代记
- 傳記
- 名畫圖典
- 药典
- 食谱
- 補充教材
- 黃頁、白頁
- 摘要
- 目录学與名录（英语：Catalog）
- 地名辞典
- 手冊
- 引用文獻索引
- 用語索引
- 期刊索引
- 數學表
- 科學表

### 腳註
1. ↑  李鍌. . 重編國語辭典修訂本. 中華民國教育部.   [2025-07-19]. （原始内容存档于2025-03-19） （中文（臺灣））.
2. ↑  . 新華詞典.   [2025-07-19] （中文（中国大陆））.
3. 1 2 3  楊惠琳. .  (碩士论文). 國立高雄師範大學國文學系: 17–27. 2022.
4. 1 2  潘熙样. . 出版科学. 1999, (2): 17. doi:10.13363/j.publishingjournal.1999.02.004.

### 書籍
- 鄭恆雄、林呈潢、嚴鼎忠. . 台北: 國立空中大學. 民國85年.
- 胡述兆、王梅玲. . 台北: 漢美圖書有限公司. 民國92年.